# M8 TOW
El M8 TOW es una versión modificada del M8 Greyhound por la compañía Napco Industries para el ejército colombiano. Los trabajos consistieron en cambiar el cañón de 37 mm por un sistema antitanque BGM-71 TOW, la instalación de una ametralladora M2 HB de 12,7 mm y el cambio de motores y caja.

## Historia
En 1981 el gobierno colombiano consideró en retirar del servicio los 46 tanques M3A1 Stuart que conformaban el grueso del arma blindada colombiana. Se presentó la licitación para la compra de 120 tanques de origen estadounidense M48 Patton. Sin embargo, dicha opción de compra se vería cancelada meses más tarde. 
En 1982 y tras evidenciar su gran debilidad en materia de blindados, el Gobierno de Colombia se decidió a convertir un lote de sus M8 Greyhound en vehículos con capacidad cazacarros. La empresa norteamericana Napco Industries presentó un plan junto a su pliego de licitación; en donde especificaba las modificaciones a realizar para equiparlo y convertirlo hacia este rol. Los contratos se cerraron a finales de 1984.

## Modificaciones
- Se cambia su armamento original: un cañón de 37 mm AP por un sistema BGM-71 TOW

- Instalación de Sistemas de Tiro del misil TOW: telémetros, guías y alzas de miras

- Se le ha añadido una ametralladora Browning M2HB de 12,7 mm (.50) con su respectivo afuste y ronza sobre la torreta

- El motor fue sustituido por un Detroit Diesel H1 con caja Allison dual

## Misiones asignadas
Los M8 TOW han sido asignados en su totalidad al batallón Cartagena, apostados en La Guajira con la intención de salvaguardar las fronteras colombianas ante un ataque de tanques proveniente desde la frontera norte.

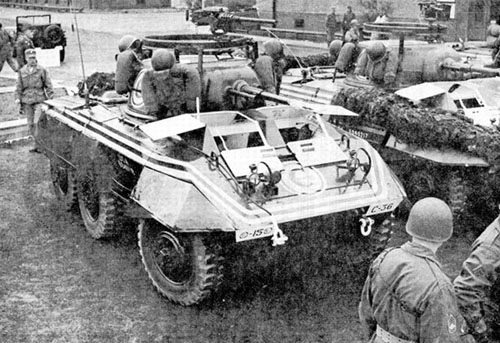
Antiguo M8, similares a los adquiridos por Colombia.